# Soumoulou
Soumoulou (okzitanisch: Somolon) ist eine französische Gemeinde mit 1.587 Einwohnern (Stand: 1. Januar 2022) im Département Pyrénées-Atlantiques in der Region Nouvelle-Aquitaine (vor 2016: Aquitanien). Sie gehört zum Arrondissement Pau und ist Teil des Kantons Vallées de l’Ousse et du Lagoin (bis 2015: Kanton Pontacq). Die Einwohner werden Soumoulois genannt.

## Geografie
Soumoulou liegt etwa 18 Kilometer ostsüdöstlich von Pau am Fuß der Pyrenäen. Durch Soumoulou fließt die Ousse. Umgeben wird Soumoulou von den Nachbargemeinden Limendous im Norden und Osten, Espoey im Osten und Südosten, Gomer im Süden, Boeil-Bezing im Südwesten sowie Nousty im Westen.
Durch die Gemeinde führt die frühere Route nationale 117 (heutige D817).

## Bevölkerungsentwicklung
| 1962                      | 1968 | 1975 | 1982 | 1990 | 1999 | 2006 | 2013 |
| ------------------------- | ---- | ---- | ---- | ---- | ---- | ---- | ---- |
| 614                       | 638  | 720  | 832  | 1022 | 1015 | 1170 | 1525 |
| Quelle: Cassini und INSEE |      |      |      |      |      |      |      |

## Sehenswürdigkeiten
- Kirche Saint-Martin, Ende des 19. Jahrhunderts erbaut

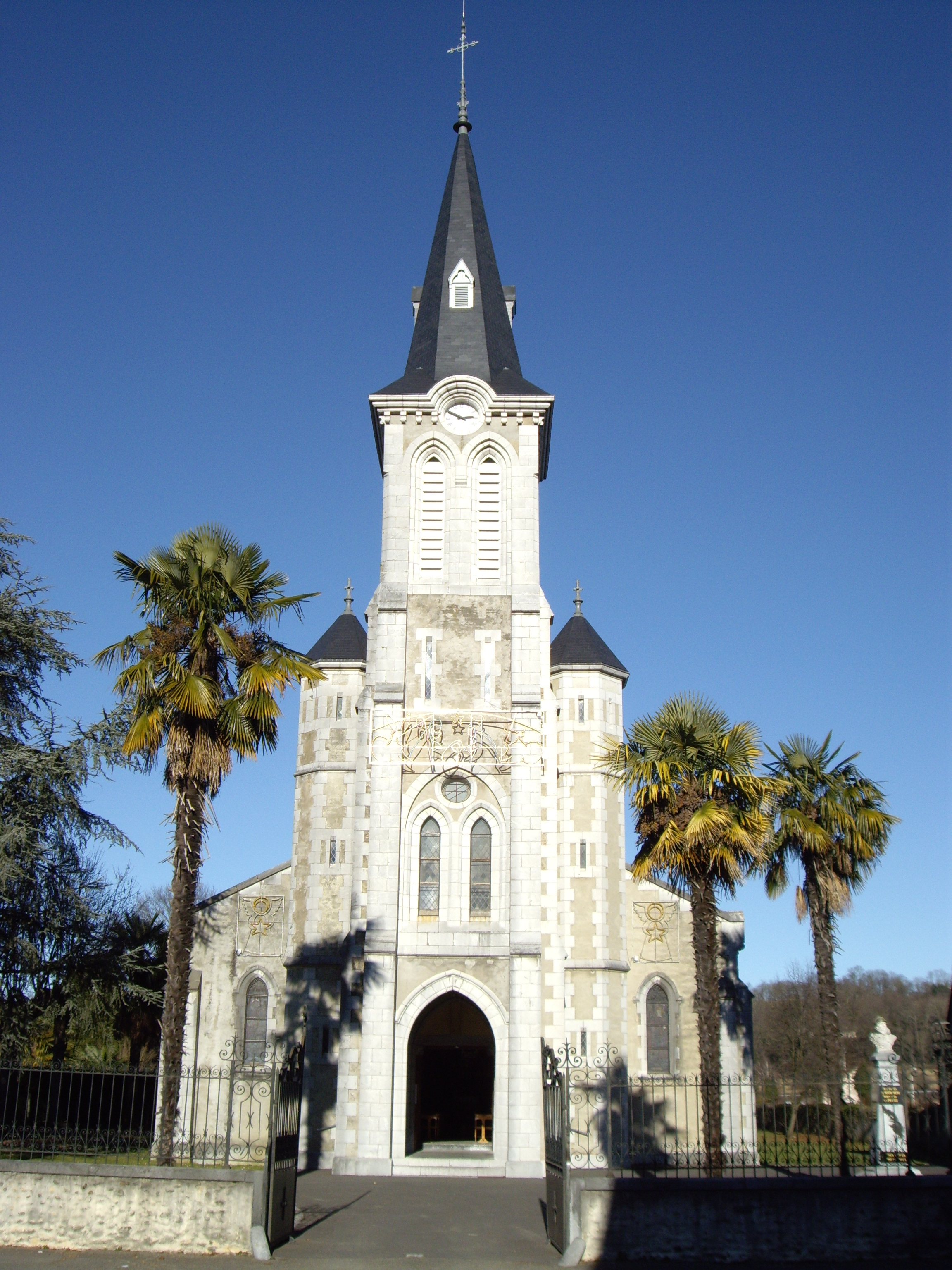
Kirche Saint-Martin